# Hexatoma meleagris
Hexatoma meleagris är en tvåvingeart som först beskrevs av Osten Sacken 1888.  Hexatoma meleagris ingår i släktet Hexatoma och familjen småharkrankar.
Artens utbredningsområde är Sri Lanka. Inga underarter finns listade i Catalogue of Life.